# Estación de Azuqueca
Azuqueca es una estación ferroviaria ubicada junto a la confluencia del paseo de la Estación, la avenida del Ferrocarril y la calle Aduana en el municipio español de Azuqueca de Henares, en la provincia de Guadalajara, Castilla-La Mancha. Forma parte de las líneas C-2 y C-8 de la red de Cercanías Madrid operada por Renfe. Cumple también funciones logísticas.

## Situación ferroviaria
La estación se encuentra situada en el punto kilométrico 45,2 de la línea férrea de ancho ibérico que une Madrid con Barcelona, a 621 metros de altitud, entre las estaciones de Meco y Guadalajara. El tramo es de doble vía y está electrificado.

## Historia
La estación fue inaugurada el 3 de mayo de 1859 con la apertura del tramo Madrid-Guadalajara de la línea férrea Madrid-Zaragoza por parte de la Compañía de los Ferrocarriles de Madrid a Zaragoza y Alicante o MZA. En 1941 la nacionalización de la red ferroviaria de ancho ibérico supuso la integración de la compañía en la recién creada RENFE. Desde el 31 de diciembre de 2004 Renfe Operadora explota la línea mientras que Adif es la titular de las instalaciones ferroviarias. 
En los atentados del 11-M fallecieron cinco personas procedentes de la localidad. El ayuntamiento de Azuqueca de Henares colocó un monolito frente a la estación en recuerdo de las víctimas del atentado terrorista.

## Servicios ferroviarios

### Cercanías
| procedencia/destino                              | < estación | Línea | estación >  | destino/procedencia |
| ------------------------------------------------ | ---------- | ----- | ----------- | ------------------- |
| Chamartín                                        | Meco       |       | Guadalajara | Guadalajara         |
| Cercedilla                                       | Meco       |       | Guadalajara | Guadalajara         |
| Santa María de la Alameda-Peguerinos El Escorial | Meco       |       | Guadalajara | Guadalajara         |
| Chamartín                                        | Meco       |       | Guadalajara | Guadalajara         |

Su tarifa corresponde a la zona E1 según el Consorcio Regional de Transportes, si bien su zonificación según el criterio de Cercanías Madrid es la C1. Es importante destacar que la zonificación del CTM solo se aplica en Azuqueca de Henares para los trenes de cercanías y la línea VAC-243 de autobuses interurbanos operada por la empresa ALSA (con servicios a Madrid y a Alcalá de Henares desde Guadalajara), no siendo aplicable a los servicios urbanos e interurbanos gestionados por la administración castellano-manchega